# Большетурышский сельсовет
Большетурышский сельсовет — упразднённое административно-территориальное образование в Красноуфимском районе Свердловской области (полностью с 1.10.2017). Населённые пункты вошли в состав Красноуфимского округа.
Бывший административный центр — село Большой Турыш.

## География
Населённые пункты расположены к северо-северо-западу от города Красноуфимск, преимущественно на правом берегу реки Иргина (левый приток реки Сылва, бассейн реки Кама). В районе деревни Русский Турыш в реку Иргина впадает река Турыш.

## История
В сельском поселении проживают татары, предки которых переселились из Симбирской губернии и Чистопольского уезда Казанской губернии.

## Население
Количество населения сокращается — 961 чел. (2010) против 1089 чел. (2002). Жители преимущественно татары (65 %) и русские.

## Состав сельсовета
| № | Населённый пункт | Тип населённого пункта       | Население | Примечание      |
| - | ---------------- | ---------------------------- | --------- | --------------- |
| 1 | Большой Турыш    | село, административный центр | ↘448      | татары          |
| 2 | Верхняя Ирга     | деревня                      | ↘48       | русские, татары |
| 3 | Малый Турыш      | деревня                      | ↘64       | татары          |
| 4 | Русский Турыш    | деревня                      | ↘118      | русские         |
| 5 | Тактамыш         | деревня                      | ↘57       | татары          |